# Turn- und Sportverein München von 1860 2006-2007
Questa voce raccoglie le informazioni riguardanti il Turn- und Sportverein München von 1860 nelle competizioni ufficiali della stagione 2006-2007.

## Stagione
Nella stagione 2006-2007 il Monaco 1860, allenato da Marco Kurz, concluse il campionato di 2. Bundesliga al 8º posto. In Coppa di Germania il Monaco 1860 fu eliminato al primo turno dal Lubecca.

## Rosa
| N. |                        | Ruolo | Calciatore        |
| -- | ---------------------- | ----- | ----------------- |
| 1  | Germania (bandiera)    | P     | Michael Hofmann   |
| 3  | Germania (bandiera)    | D     | Marcel Schäfer    |
| 4  | Germania (bandiera)    | D     | Torben Hoffmann   |
| 5  | Stati Uniti (bandiera) | D     | Gregg Berhalter   |
| 6  | Rep. Ceca (bandiera)   | C     | Roman Týce        |
| 7  | Serbia (bandiera)      | A     | Nemanja Vučićević |
| 8  | Germania (bandiera)    | C     | Danny Schwarz     |
| 9  | Germania (bandiera)    | A     | Antonio di Salvo  |
| 11 | Stati Uniti (bandiera) | A     | Josh Wolff        |
| 12 | Germania (bandiera)    | P     | Philipp Pentke    |
| 13 | Austria (bandiera)     | C     | Harald Cerny      |
| 15 | Turchia (bandiera)     | A     | Berkant Göktan    |
| 16 | Germania (bandiera)    | D     | Markus Thorandt   |

| N. |                        | Ruolo | Calciatore         |
| -- | ---------------------- | ----- | ------------------ |
| 17 | Germania (bandiera)    | C     | Sven Bender        |
| 18 | Australia (bandiera)   | A     | Paul Agostino      |
| 19 | Georgia (bandiera)     | D     | Mate Ghvinianidze  |
| 20 | Germania (bandiera)    | P     | Philipp Tschauner  |
| 22 | Germania (bandiera)    | C     | Björn Ziegenbein   |
| 23 | Germania (bandiera)    | A     | Nicky Adler        |
| 24 | Germania (bandiera)    | C     | Daniel Baier       |
| 26 | Germania (bandiera)    | D     | Patrick Milchraum  |
| 27 | Germania (bandiera)    | C     | Lars Bender        |
| 28 | Germania (bandiera)    | D     | Alexander Eberlein |
| 30 | Polonia (bandiera)     | D     | Łukasz Szukała     |
| 32 | Germania (bandiera)    | D     | Christoph Burkhard |
| 33 | Stati Uniti (bandiera) | D     | Fabian Johnson     |

## Organigramma societario
Area tecnica
- Allenatore: Marco Kurz
- Allenatore in seconda: Günther Gorenzel-Simonitsch
- Preparatore dei portieri: Jürgen Wittmann
- Preparatori atletici:

## Calciomercato

### Sessione estiva
| Acquisti | Acquisti          | Acquisti              | Acquisti |
| R.       | Nome              | da                    | Modalità |
| -------- | ----------------- | --------------------- | -------- |
| C        | Lars Bender       | Monaco 1860 (allievi) |          |
| C        | Sven Bender       | Monaco 1860 (allievi) |          |
| D        | Gregg Berhalter   | Energie Cottbus       |          |
| A        | Antonio Di Salvo  | Hansa Rostock         |          |
| D        | Mate Ghvinianidze | Lokomotiv Mosca       |          |
| C        | Danny Schwarz     | Karlsruhe             |          |
| D        | Markus Thorandt   | Augusta               |          |
| P        | Philipp Tschauner | Norimberga            |          |

| Cessioni | Cessioni           | Cessioni             | Cessioni |
| R.       | Nome               | da                   | Modalità |
| -------- | ------------------ | -------------------- | -------- |
| D        | Christoph Janker   | Hoffenheim           |          |
| C        | Marco Gebhardt     | Saarbrücken          |          |
| C        | Steffen Hofmann    | Rapid Vienna         |          |
| A        | Michał Kolomazník  | Unterhaching         |          |
| A        | Emmanuel Krontiris | Alemannia Aquisgrana |          |
| C        | Matthias Lehmann   | Alemannia Aquisgrana |          |
| D        | Rémo Meyer         | Salisburgo           |          |
| P        | Timo Ochs          | Salisburgo           |          |
| C        | Pascal Ojigwe      | Enyimba              |          |
| A        | Stefan Reisinger   | Greuther Fürth       |          |
| D        | Rodrigo Costa      | Standard Liegi       |          |
| C        | Shao Jiayi         | Energie Cottbus      |          |

### Sessione invernale
| Acquisti | Acquisti   | Acquisti      | Acquisti |
| R.       | Nome       | da            | Modalità |
| -------- | ---------- | ------------- | -------- |
| A        | Josh Wolff | Sporting K.C. |          |

| Cessioni | Cessioni           | Cessioni          | Cessioni |
| R.       | Nome               | da                | Modalità |
| -------- | ------------------ | ----------------- | -------- |
| D        | Fabian Lamotte     | Sturm Graz        |          |
| C        | Nikolas Ledgerwood | Wacker Burghausen |          |

## Risultati

### 2. Bundesliga

#### Girone di andata
| Arbitro: | Wagner |

|               |           |                |
| Mijatović 69’ | Marcatori | 62’ Ziegenbein |

| Arbitro: | Kempter |

|                                              |           |  |
| Baier 49’ Danny Schwarz 71’ (rig.) Adler 90’ | Marcatori |  |

| Arbitro: | Weiner |

|  |           |                            |
|  | Marcatori | 37’ Di Salvo 81’ Vučićević |

| Arbitro: | Kircher |

|              |           |           |
| Di Salvo 49’ | Marcatori | 85’ Antar |

| Duisburg 24 settembre 2006, ore 14:00 CEST 5ª giornata | Duisburg  | 0 – 0 referto | Monaco 1860 | MSV-Arena (19 480 spett.)\| Arbitro: \| Gagelmann \| |
| Arbitro:                                               | Gagelmann |               |             |                                                      |

| Arbitro: | Schößling |

|                          |           |  |
| Baier 54’ Ziegenbein 86’ | Marcatori |  |

| Arbitro: | Fandel |

|                         |           |  |
| Schweinsteiger 81’, 90’ | Marcatori |  |

| Arbitro: | Meyer |

|  |           |            |
|  | Marcatori | 83’ Hajnal |

| Arbitro: | Merk |

|                                     |           |  |
| Lawarée 23’ Galuschka 36’ Costa 78’ | Marcatori |  |

| Arbitro: | Welz |

|                            |           |  |
| Vučićević 50’ Di Salvo 61’ | Marcatori |  |

| Arbitro: | Rafati |

|                                           |           |           |
| Kapllani 46’, 84’ Federico 53’ Mutzel 54’ | Marcatori | 68’ Adler |

| Arbitro: | Schmidt |

|           |           |  |
| Adler 59’ | Marcatori |  |

| Arbitro: | Drees |

|           |           |                         |
| Scherz 6’ | Marcatori | 55’ Adler 84’ Milchraum |

| Arbitro: | Kircher |

|                            |           |            |
| Hoffmann 39’ Berhalter 48’ | Marcatori | 90’ Nessos |

| Arbitro: | Kempter |

|                                                       |           |              |
| Buck 11’, 65’ Lechleiter 53’ Omodiagbe 79’ Custos 89’ | Marcatori | 88’ Thorandt |

| Arbitro: | Weiner |

|                 |           |              |
| Kern 38’ (rig.) | Marcatori | 24’ Hoffmann |

| Arbitro: | Frank |

|                                     |           |  |
| Thorandt 6’ Vučićević 23’, 44’, 76’ | Marcatori |  |

#### Girone di ritorno
| Arbitro: | Kinhöfer |

|  |           |                               |
|  | Marcatori | 17’ Adlung 30’ Timm 58’ Fuchs |

| Arbitro: | Winkmann |

|                          |           |           |
| Toppmöller 9’ Sieger 51’ | Marcatori | 87’ Wolff |

| Arbitro: | Seemann |

|                                                                 |           |            |
| Vučićević 36’, 86’ Adler 67’ Ledgerwood 70’ (aut.) Hoffmann 88’ | Marcatori | 63’ Krejčí |

| Arbitro: | Anklam |

|                           |           |  |
| Benčík 64’ Antar 68’, 85’ | Marcatori |  |

| Arbitro: | Merk |

|                            |           |                              |
| Hoffmann 18’ Vučićević 77’ | Marcatori | 5’ (rig.) Mokhtari 7’ Lavrič |

| Arbitro: | Fischer |

|                               |           |               |
| Tapalović 7’ Ashvetia 9’, 11’ | Marcatori | 76’ Vučićević |

| Arbitro: | Walz |

|                                 |           |  |
| Göktan 80’ Berhalter 90’ (rig.) | Marcatori |  |

| Arbitro: | Wagner |

|                        |           |            |
| Ziemer 16’ Meißner 75’ | Marcatori | 15’ Göktan |

| Arbitro: | Rafati |

|  |           |                                |
|  | Marcatori | 14’ Haas 18’ Lawarée 81’ Mölzl |

| Arbitro: | Lupp |

|  |           |                      |
|  | Marcatori | 46’ Wolff 51’ Göktan |

| Arbitro: | Fandel |

|                          |           |  |
| Göktan 56’ Berhalter 70’ | Marcatori |  |

| Arbitro: | Schößling |

|                                    |           |  |
| Müller 8’ Brouwers 73’ Röttger 83’ | Marcatori |  |

| Arbitro: | Frank |

|                                 |           |            |
| Göktan 6’, 68’ Ghvinianidze 59’ | Marcatori | 41’ Broich |

| Arbitro: | Stachowiak |

|                     |           |            |
| Ziehl 33’ Džaka 66’ | Marcatori | 29’ Göktan |

| Arbitro: | Drees |

|                     |           |  |
| Gülselam 11’ (aut.) | Marcatori |  |

| Arbitro: | Seemann |

|            |           |                   |
| Göktan 78’ | Marcatori | 10’ Rahn 24’ Kern |

| Arbitro: | Pickel |

|                          |           |                |
| Heller 20’ Juskowiak 59’ | Marcatori | 9’, 21’ Göktan |

### Coppa di Germania
| Arbitro: | Gräfe |

|          |           |  |
| Heun 30’ | Marcatori |  |

## Statistiche

### Statistiche di squadra
| Competizione      | Punti | In casa | In casa | In casa | In casa | In casa | In casa | In trasferta | In trasferta | In trasferta | In trasferta | In trasferta | In trasferta | Totale | Totale | Totale | Totale | Totale | Totale | DR |
| Competizione      | Punti | G       | V       | N       | P       | Gf      | Gs      | G            | V            | N            | P            | Gf           | Gs           | G      | V      | N      | P      | Gf     | Gs     | DR |
| ----------------- | ----- | ------- | ------- | ------- | ------- | ------- | ------- | ------------ | ------------ | ------------ | ------------ | ------------ | ------------ | ------ | ------ | ------ | ------ | ------ | ------ | -- |
| 2. Bundesliga     | 48    | 17      | 11      | 2       | 4       | 31      | 15      | 17           | 3            | 4            | 10           | 16           | 34           | 34     | 14     | 6      | 14     | 47     | 49     | -2 |
| Coppa di Germania | -     | 0       | 0       | 0       | 0       | 0       | 0       | 1            | 0            | 0            | 1            | 0            | 1            | 1      | 0      | 0      | 1      | 0      | 1      | -1 |
| Totale            | 48    | 17      | 11      | 2       | 4       | 31      | 15      | 18           | 3            | 4            | 11           | 16           | 35           | 35     | 14     | 6      | 15     | 47     | 50     | -3 |

### Andamento in campionato
| Giornata  | 1 | 2 | 3 | 4 | 5 | 6 | 7 | 8 | 9 | 10 | 11 | 12 | 13 | 14 | 15 | 16 | 17 | 18 | 19 | 20 | 21 | 22 | 23 | 24 | 25 | 26 | 27 | 28 | 29 | 30 | 31 | 32 | 33 | 34 |
| --------- | - | - | - | - | - | - | - | - | - | -- | -- | -- | -- | -- | -- | -- | -- | -- | -- | -- | -- | -- | -- | -- | -- | -- | -- | -- | -- | -- | -- | -- | -- | -- |
| Luogo     | T | C | T | C | T | C | T | C | T | C  | T  | C  | T  | C  | T  | T  | C  | C  | T  | C  | T  | C  | T  | C  | T  | C  | T  | C  | T  | C  | T  | C  | C  | T  |
| Risultato | N | V | V | N | N | V | P | P | P | V  | P  | V  | V  | V  | P  | N  | V  | P  | P  | V  | P  | N  | P  | V  | P  | P  | V  | V  | P  | V  | P  | V  | P  | N  |
| Posizione | 8 | 4 | 3 | 5 | 5 | 4 | 5 | 6 | 7 | 6  | 9  | 6  | 5  | 5  | 6  | 6  | 6  | 6  | 7  | 6  | 7  | 7  | 9  | 8  | 9  | 10 | 10 | 10 | 10 | 8  | 8  | 8  | 8  | 8  |

Legenda:

Luogo: C = Casa; T = Trasferta. Risultato: V = Vittoria; N = Pareggio; P = Sconfitta.

### Statistiche dei giocatori
| Giocatore       | 2. Bundesliga | 2. Bundesliga | 2. Bundesliga | 2. Bundesliga | Coppa di Germania | Coppa di Germania | Coppa di Germania | Coppa di Germania | Totale   | Totale | Totale      | Totale     |
| Giocatore       | Presenze      | Reti          | Ammonizioni   | Espulsioni    | Presenze          | Reti              | Ammonizioni       | Espulsioni        | Presenze | Reti   | Ammonizioni | Espulsioni |
| --------------- | ------------- | ------------- | ------------- | ------------- | ----------------- | ----------------- | ----------------- | ----------------- | -------- | ------ | ----------- | ---------- |
| N. Adler        | 24            | 5             | 1             | 0             | 1                 | 0                 | 0                 | 0                 | 25       | 5      | 1           | 0          |
| P. Agostino     | 4             | 0             | 0             | 0             | 1                 | 0                 | 0                 | 0                 | 5        | 0      | 0           | 0          |
| D. Baier        | 34            | 2             | 5             | 0             | 1                 | 0                 | 0                 | 0                 | 35       | 2      | 5           | 0          |
| L. Bender       | 13            | 0             | 3             | 0             | 0                 | 0                 | 0                 | 0                 | 13       | 0      | 3           | 0          |
| S. Bender       | 13            | 0             | 3             | 0             | 0                 | 0                 | 0                 | 0                 | 13       | 0      | 3           | 0          |
| G. Berhalter    | 29            | 3             | 7             | 1             | 1                 | 0                 | 0                 | 0                 | 30       | 3      | 7           | 1          |
| C. Burkhard     | 14            | 0             | 2             | 0             | 0                 | 0                 | 0                 | 0                 | 14       | 0      | 2           | 0          |
| H. Cerny        | 0             | 0             | 0             | 0             | 0                 | 0                 | 0                 | 0                 | 0        | 0      | 0           | 0          |
| A. Di Salvo     | 25            | 3             | 3             | 0             | 1                 | 0                 | 0                 | 0                 | 26       | 3      | 3           | 0          |
| A. Eberlein     | 8             | 0             | 0             | 0             | 0                 | 0                 | 0                 | 0                 | 8        | 0      | 0           | 0          |
| M. Ghvinianidze | 21            | 1             | 2             | 0             | 1                 | 0                 | 0                 | 0                 | 22       | 1      | 2           | 0          |
| B. Göktan       | 13            | 10            | 2             | 0             | 0                 | 0                 | 0                 | 0                 | 13       | 10     | 2           | 0          |
| T. Hoffmann     | 34            | 4             | 3             | 0             | 1                 | 0                 | 0                 | 0                 | 35       | 4      | 3           | 0          |
| M. Hofmann      | 31            | 0             | 3             | 0             | 1                 | 0                 | 0                 | 0                 | 32       | 0      | 3           | 0          |
| F. Johnson      | 25            | 0             | 2             | 0             | 1                 | 0                 | 0                 | 0                 | 26       | 0      | 2           | 0          |
| F. Lamotte      | 2             | 0             | 1             | 0             | 0                 | 0                 | 0                 | 0                 | 2        | 0      | 1           | 0          |
| P. Milchraum    | 30            | 1             | 7             | 0             | 1                 | 0                 | 0                 | 0                 | 31       | 1      | 7           | 0          |
| P. Pentke       | 0             | 0             | 0             | 0             | 0                 | 0                 | 0                 | 0                 | 0        | 0      | 0           | 0          |
| D. Schwarz      | 27            | 1             | 6             | 0             | 1                 | 0                 | 0                 | 0                 | 28       | 1      | 6           | 0          |
| M. Schäfer      | 31            | 0             | 3             | 0             | 1                 | 0                 | 0                 | 0                 | 32       | 0      | 3           | 0          |
| Ł. Szukała      | 2             | 0             | 0             | 0             | 0                 | 0                 | 0                 | 0                 | 2        | 0      | 0           | 0          |
| M. Thorandt     | 20            | 2             | 4             | 2             | 0                 | 0                 | 0                 | 0                 | 20       | 2      | 4           | 2          |
| P. Tschauner    | 5             | 0             | 0             | 0             | 0                 | 0                 | 0                 | 0                 | 5        | 0      | 0           | 0          |
| R. Týce         | 0             | 0             | 0             | 0             | 0                 | 0                 | 0                 | 0                 | 0        | 0      | 0           | 0          |
| N. Vučićević    | 28            | 9             | 3             | 1             | 1                 | 0                 | 0                 | 0                 | 29       | 9      | 3           | 1          |
| J. Wolff        | 10            | 2             | 1             | 0             | 0                 | 0                 | 0                 | 0                 | 10       | 2      | 1           | 0          |
| B. Ziegenbein   | 20            | 2             | 1             | 0             | 1                 | 0                 | 0                 | 0                 | 21       | 2      | 1           | 0          |